# Bălata
Bălata – wieś w Rumunii, w okręgu Hunedoara, w gminie Șoimuș. W 2011 roku liczyła 375 mieszkańców.